# 예나 대학교
프리드리히 실러 예나 대학교(독일어: Friedrich-Schiller-Universität Jena 프리드리히 실러 우니베르지테트 예나[*])는 독일 튀링겐주 예나에 있는 공립 대학교이다. 2010/2011 겨울학기를 기준으로 약 2만 1400명의 학생들이 다니고 있고 340명의 교수들이 재직하고 있다.
이 대학교는 코임브라 그룹에 가입하였고 현재 에르푸르트 대학교, 바이마르 바우하우스 대학교, 일메나우 공과 대학교와 함께 튀링겐 주의 4 대학교 가운데 하나에 속한다.